# Papageienzange
Eine Papageienzange (auch Papageienschnabel) ist ein zweischenkliges Werkzeug mit zwei papageienförmigen Greifbacken und leicht geschwungenen, nach hinten auseinanderlaufenden Griffen.

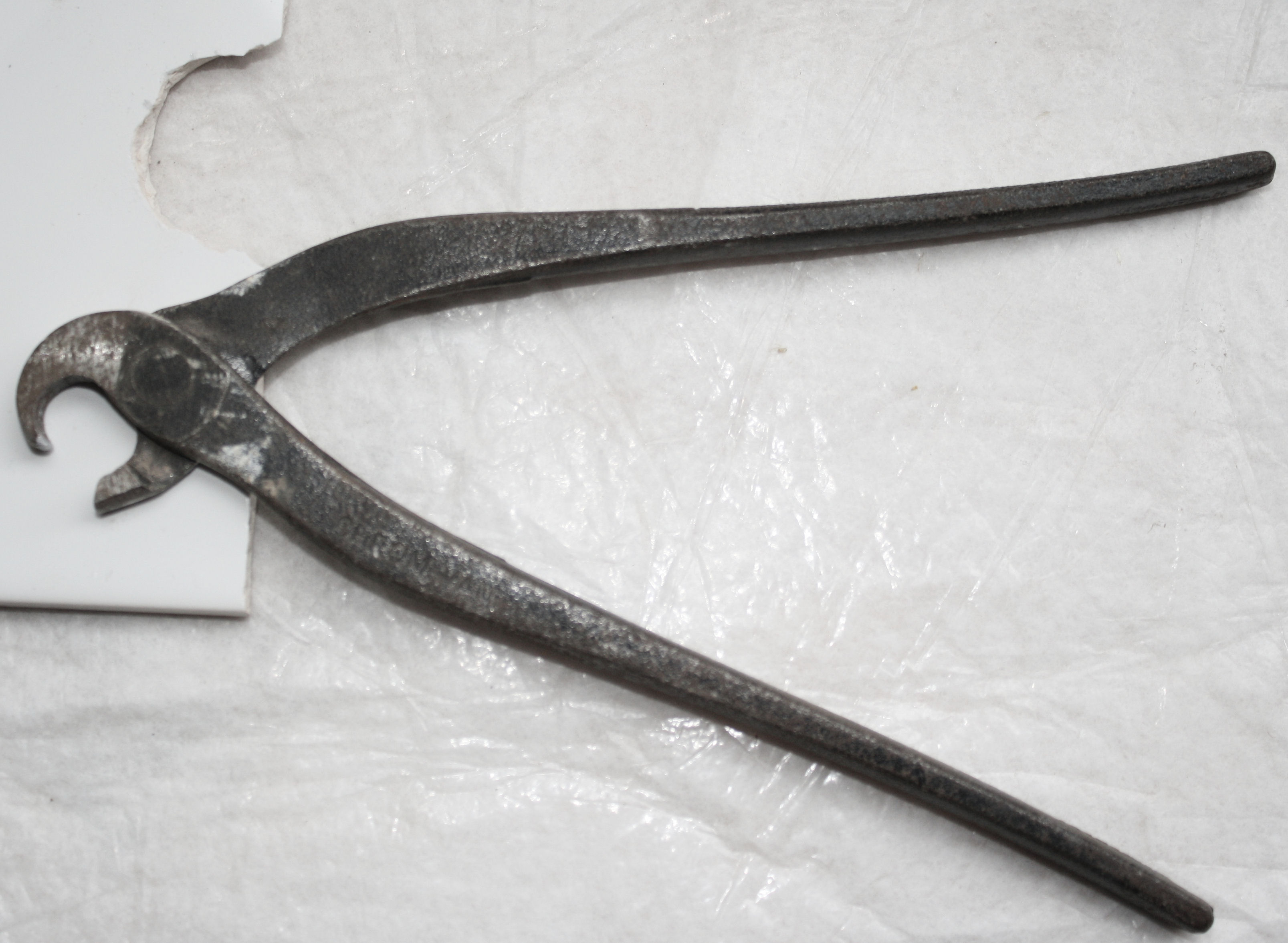
Papageienzange

## Verwendung
Die Papageienzange ist eine spezielle Zange für Fliesenleger zum Ausbrechen von Löchern in Fliesen. Es ist damit möglich, Löcher vom Fliesenrand her auszuknabbern oder nach dem Ausschlagen eines kleinen Loches im Innern der Fliese mittels eines Fliesenspitzhammers das Loch zu erweitern.

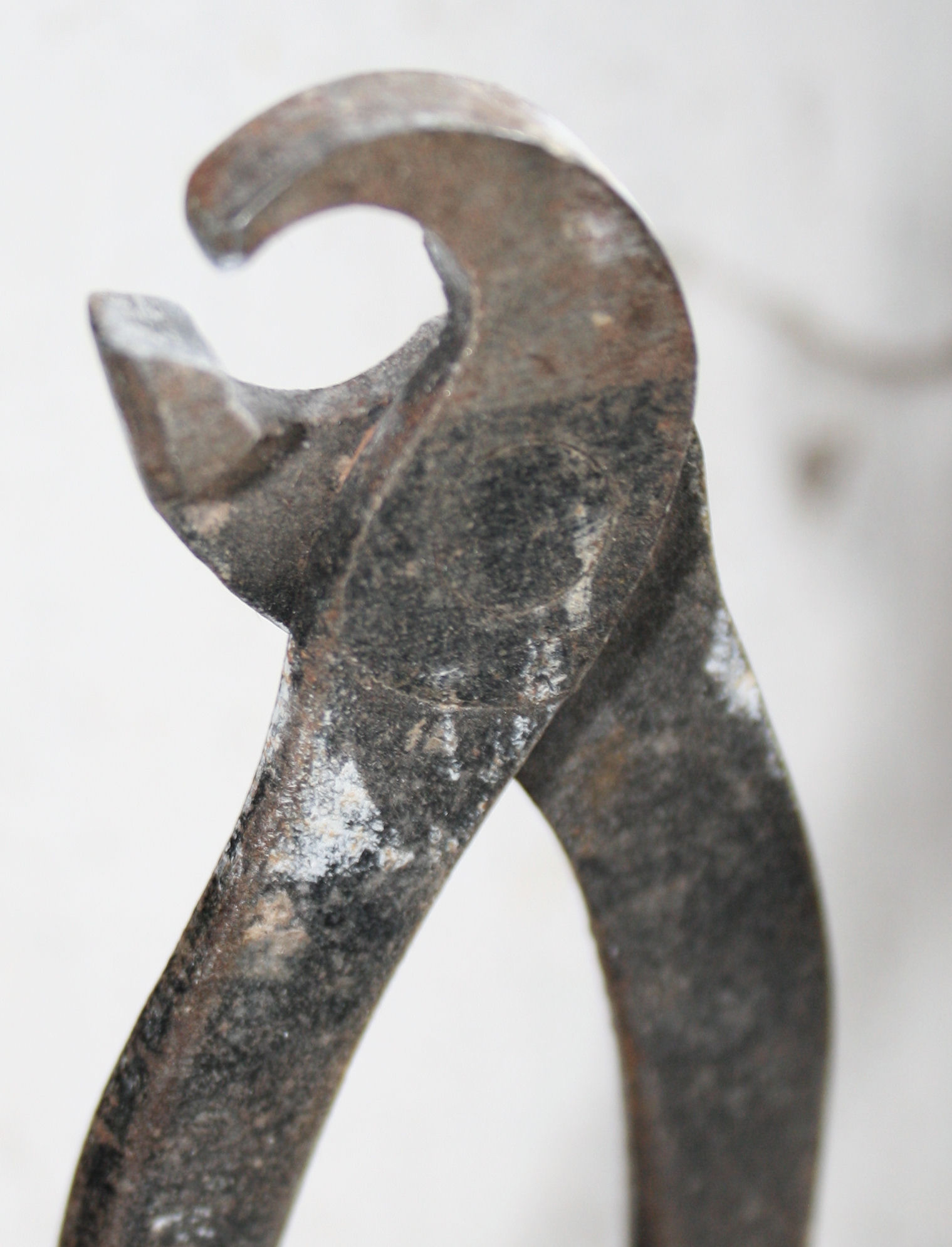
Greifbacken einer Papageienzange

## Handhabung
Bei einem Loch am Fliesenrand wird die Größe auf dem Werkstück markiert und die Zange mit dem oberen Teil des Papageienschnabels auf der Glasurseite angesetzt und ein kleines Stückchen der Fliese durch das Zusammendrücken der Griffe zerbrochen. Nunmehr fehlt ein kleines Stückchen in der Fliese. Nach dem Öffnen der Zange fallen die Bruchstücke auf den Boden und das nächste Teilchen kann abgebrochen werden.
Bei einem Loch in der Innenfläche einer Fliese muss zunächst mit einem Fliesenspitzhammer oder Bohrkern ein Loch mit etwa einem Zentimeter Durchmesser in das Werkstück geschlagen oder gebohrt werden. Danach kann mit dem oberen Papageienbacken von unten in das Loch eingefahren werden und Stückchen für Stückchen wiederum nach unten ausgebrochen werden.